# Plumerville
Plumerville est une municipalité du comté de Conway, dans l'État de l'Arkansas aux États-Unis.

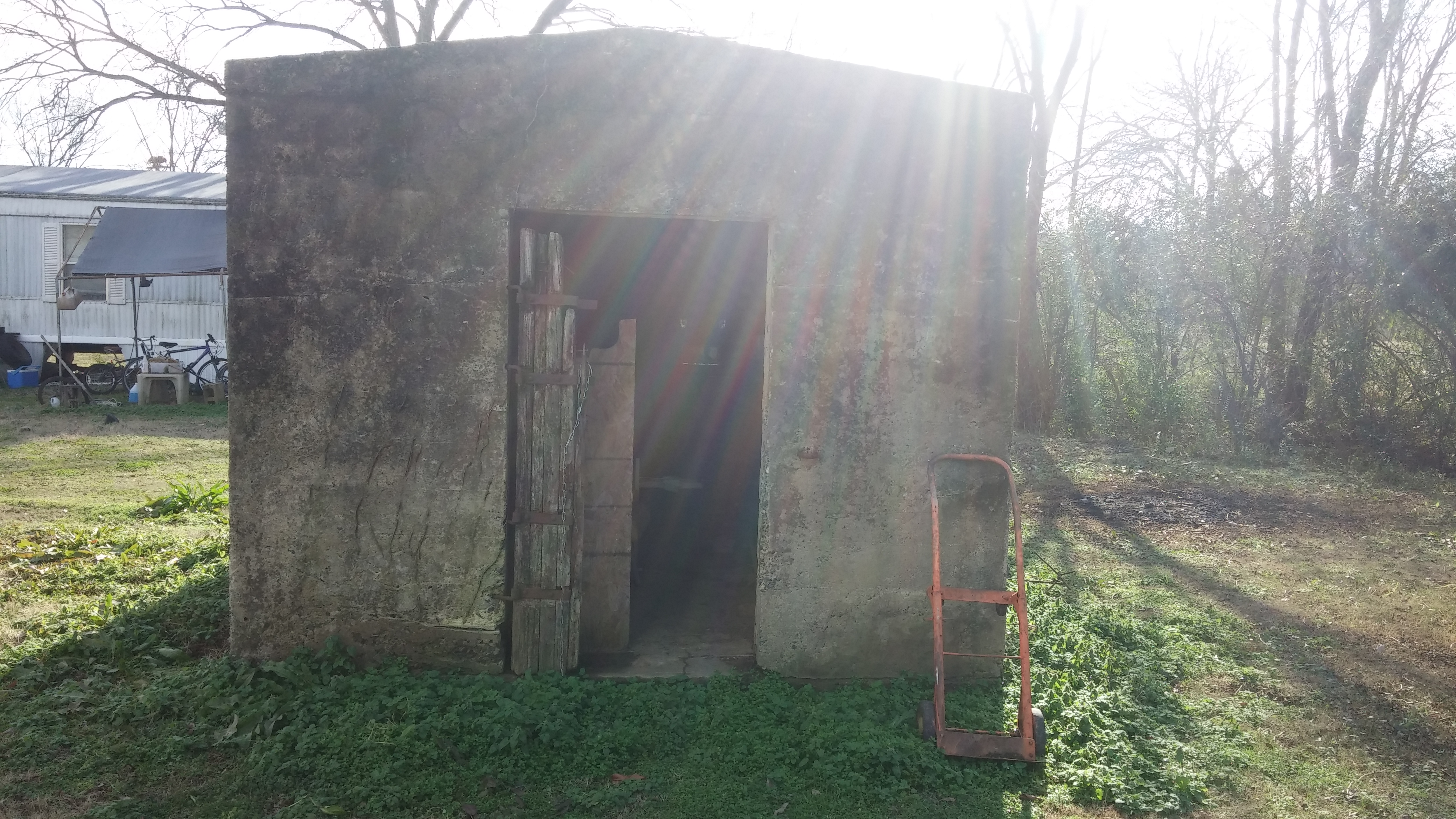
La prison de la ville de Plumerville, Arkansas. Construit vers 1880

## Démographie
| 1880 | 1890 | 1900 | 1910 | 1920 | 1930 |
| ---- | ---- | ---- | ---- | ---- | ---- |
| 135  | 214  | 296  | 495  | 702  | 613  |

| 1940 | 1950 | 1960 | 1970 | 1980 | 1990 |
| ---- | ---- | ---- | ---- | ---- | ---- |
| 541  | 550  | 586  | 724  | 785  | 832  |

| 2000 | 2010 | - | - | - | - |
| ---- | ---- | - | - | - | - |
| 854  | 826  | - | - | - | - |